# Home recolzat en una paret
Home recolzat en una paret és un dibuix d'un retrat masculí acadèmic realitzat per Pablo Picasso al Cercle Artístic de Barcelona entre febrer i març de 1899 i que actualment forma part de la col·lecció permanent del Museu Picasso de Barcelona. Una de les seves particularitats més destacades és que al cantó inferior dret del dibuix hi ha enganxat un cromo. Per això entre març i junt de 2012 el Museu Picasso de Barcelona li va dedicar una exposició temporal a l'obra, comissariada per Félix Fanés. En aquesta mostra es van poder veure 32 obres de Picasso, 8 de Ramon Casas, 2 d'Apel·les Mestres i una de Théophile Alexandre Steinlen i d'Isidre Nonell. També es van mostrar àlbums de fotos, revistes, cartells i postals i 14 pel·lícules dels germans Lumière, Pathé, Star Films, Parnaland i Méliès.

## Descripció
La història de l'art marca el 1912 com la data en què es va inventar la tècnica del collage. Aquesta obra està feta 13 anys abans. Segons el comissari, l'enganxina és un accident, ja que no respon a cap proposta artística ni ideològica. L'obra forma part d'una sèrie d'estudis del natural realitzats aproximadament en el moment en què l'artista va decidir abandonar els estudis acadèmics.

### El cromo
El cromo que hi ha encolat al dibuix prové d'una caixa de mistos, i reprodueix un retrat de l'actriu francesa Angeline Cavelle.